# Bromus rigidus
Bromus rigidus là một loài thực vật có hoa trong họ Hòa thảo. Loài này được Roth mô tả khoa học đầu tiên năm 1790.

## Hình ảnh

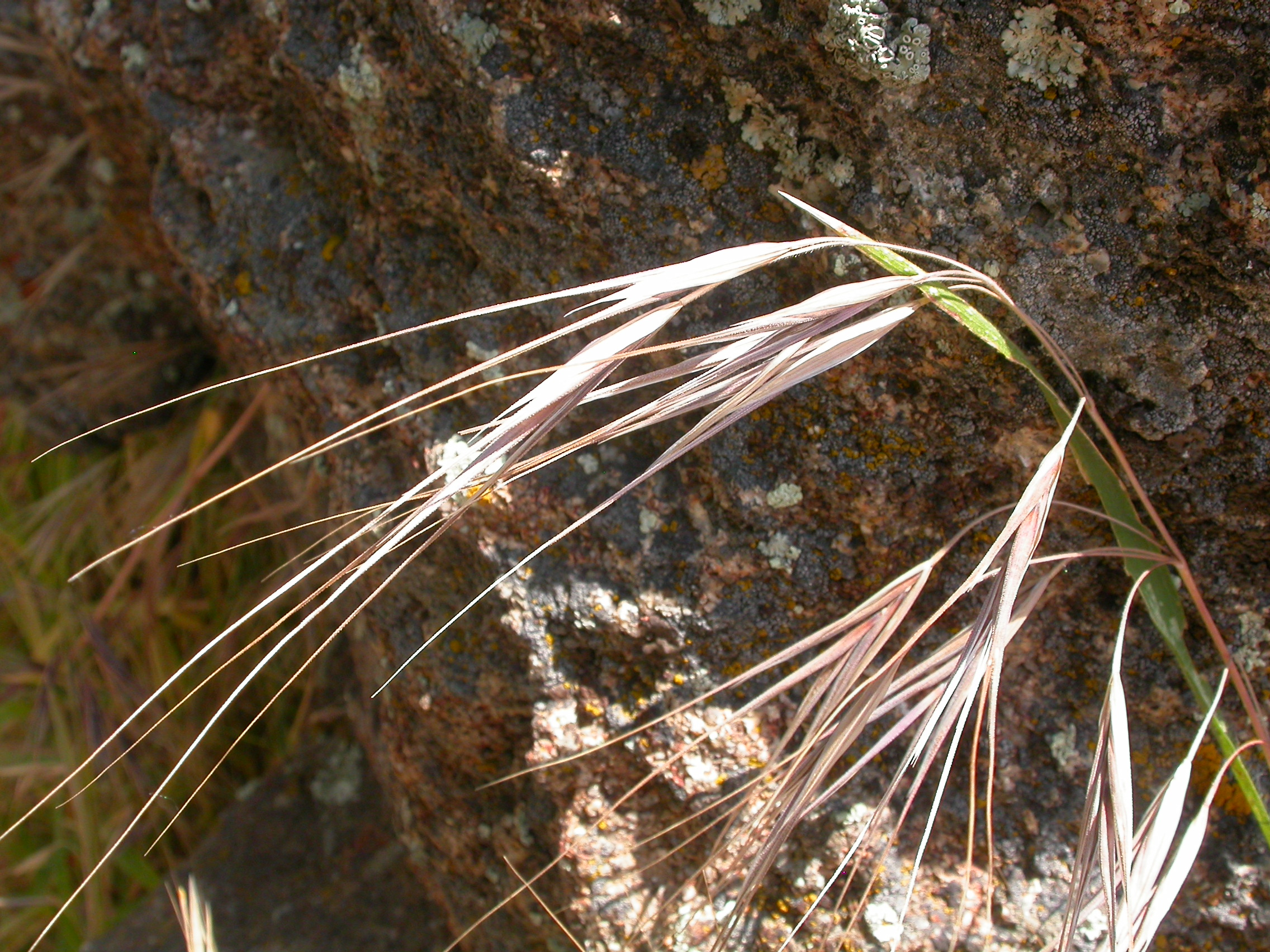
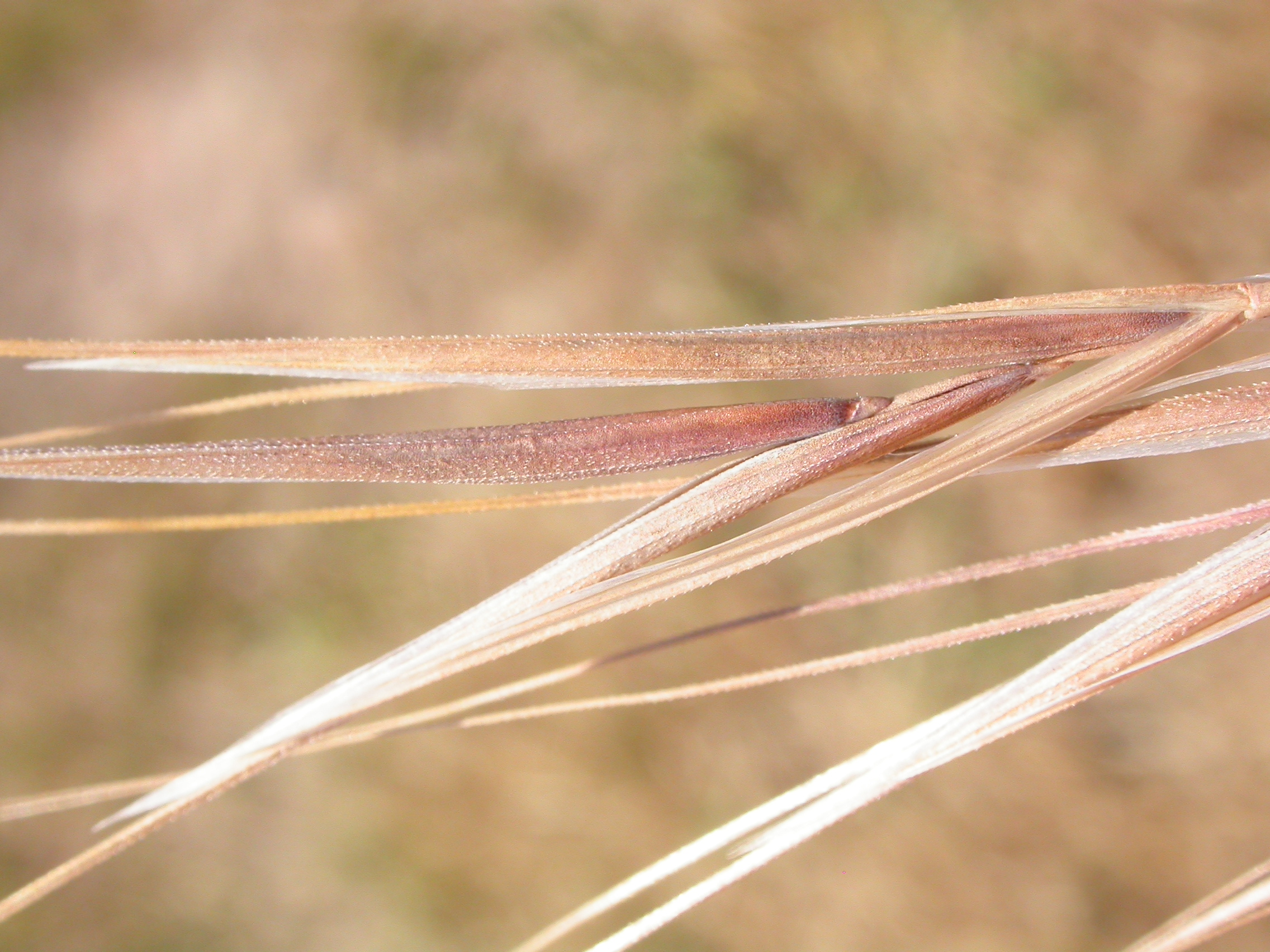
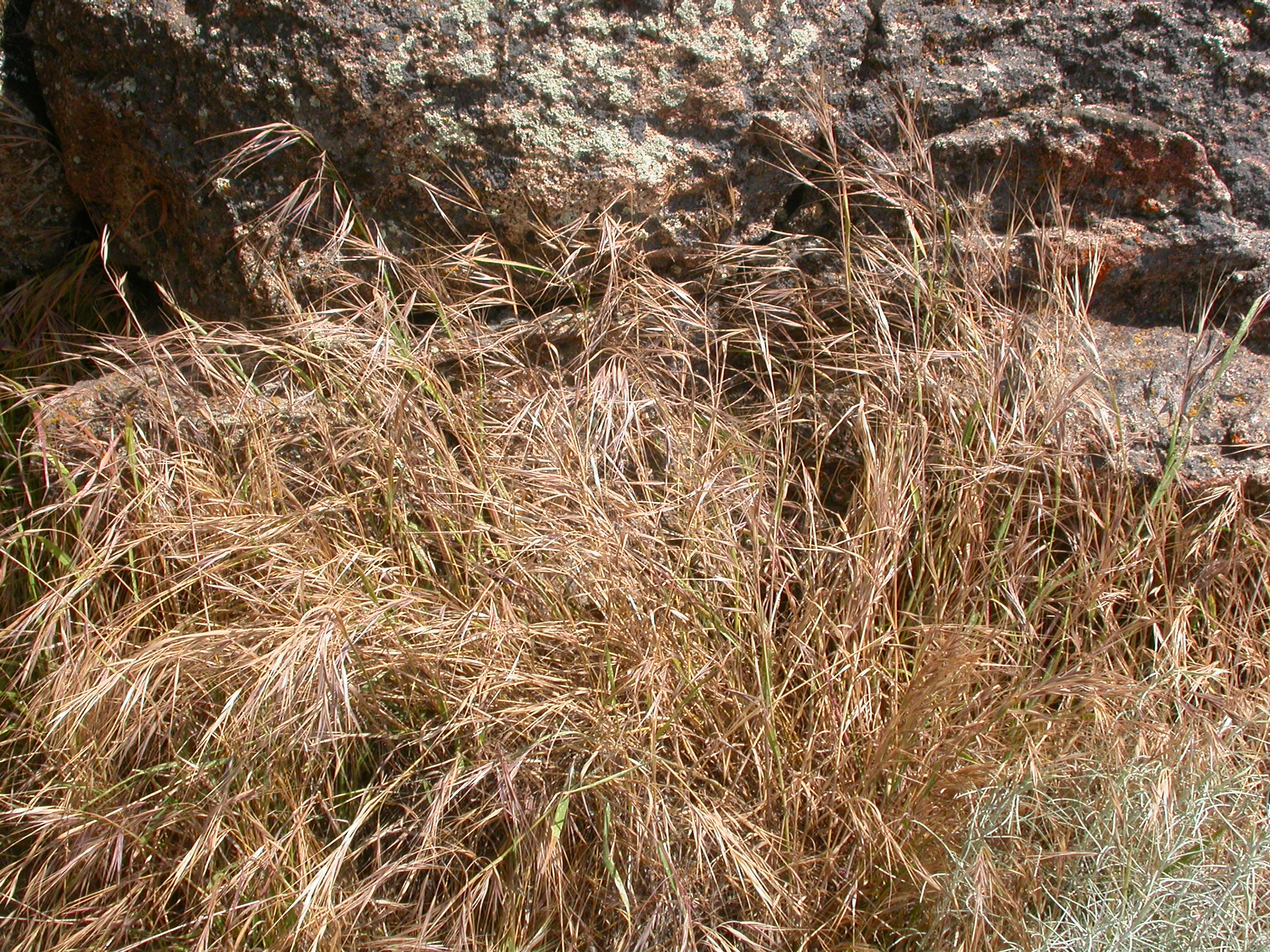
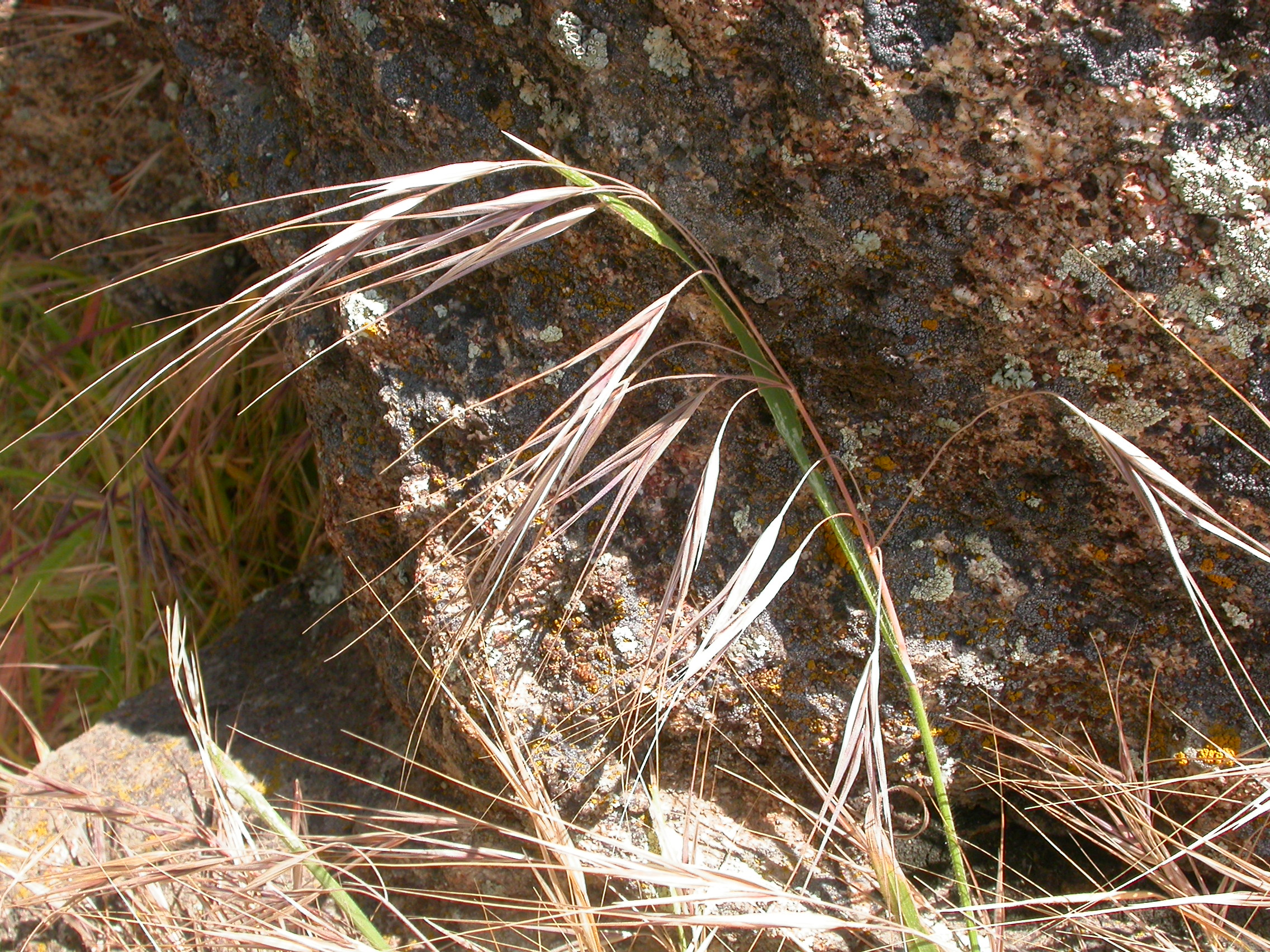